# Celo število
Množica célih števíl, običajno označena kot Z (Z ali {\displaystyle \mathbb {Z} }) (nemško Zahlen: število) je določena kot množica ekvivalenčnih razredov urejenih parov naravnih števil N x N z ekvivalenčno relacijo (a, b) ~ (c, d), pri kateri velja:
a + d = b + c.
Dvočleni aritmetični operaciji seštevanja in množenja celih števil sta določeni z:
(a, b) + (c, d) ≡ (a + c,b + d),
(a, b) · (c, d) ≡ (a · c + b · d, a · d + b · c).
Običajno se razred (a, b) označi z znakom n, če velja b ≤ a in −n, če je a ≤ b, kjer je n poljubno naravno število, da velja a = b + n in a + n = b. S takim zapisom cela števila tvorijo znano množico {..., −6, −5, −4, −3, −2, −1, 0, 1, 2, 3, 4, 5, 6, 7, 8, 9, 10, ...}. Nekaj zgledov:
 0 = ekvivalenčni razred (0, 0) = ekvivalenčni razred (1, 1) = ...
 1 = ekvivalenčni razred (1, 0) = ekvivalenčni razred (2, 1) = ...
−1 = ekvivalenčni razred (0, 1) = ekvivalenčni razred (1, 2) = ...
Množica celih števil je tako sestavljena iz množice naravnih števil N, {1, 2, 3, ...}, množice s številom 0, {0}, in množice negativnih celih števil {..., −3, −2, −1}. Množica celih števil je najmanjša grupa, ki vsebuje naravna števila.
Množica celih števil Z s seštevanjem in množenjem (Z, +, ·) tvori popolni obseg. Množica (Z, +, ·), v kateri veljajo običajne aritmetične operacije, je urejeni kolobar:
(a, b) ≤ (c, d) {\displaystyle \in } Z, če je a + d ≤ b + c {\displaystyle \in } N.
Vsa števila, ki so večja od 0, so pozitivna. Število 0 ni pozitivno. Množica celih števil je števno neskončna, podobno kot je množica naravnih števil, ki jo vsebuje. 
Množica celih števil ne tvori obsega, ker na primer ni takšnega celega števila, da bi veljalo 2 x = 1. Najmanjši obseg, ki vsebuje cela števila je množica racionalnih števil.
Tudi cela števila kot naravna števila imajo pomembno značilnost delitve z ostankom. Če sta dve celi števili a in b, b ≠ 0, se lahko vedno najde takšni dve celi števili k in l, da bo veljalo:
a = b · k + l     in     0 ≤ l < |b|.
Število k se imenuje količnik (kvocient) in število l ostanek deljenja števila a s številom b. Števili k in l sta enolično določeni z a in b. S takšno delitvijo se lahko z Evklidovim algoritmom izračuna največji skupni delitelj. Največji skupni delitelj dveh celih števil se lahko vedno zapiše kot vsoto mnogokratnikov dveh števil.
Na ta način je množica Z Evklidov obseg. To pomeni, da je Z osnovni idealni obseg in se lahko cela števila zapiše kot produkt praštevil na natanko en način. To je osnovni izrek aritmetike. S celimi števili se kot veja matematike ukvarja teorija števil.
Celo število je po navadi eno izmed preprostih podatkovnih tipov v računalniških jezikih po navadi z dolžino 8, 16 ali 32 bitov. Cela števila se po navadi uporabljajo kot indeksi vektorskih polj (»array«).